# Prémonitions (série télévisée)
Pour les articles homonymes, voir Prémonitions.
 (octobre 2020).
Prémonitions est une série télévisée québécoise en dix épisodes de 60 minutes, créée par Patrick Lowe, Charles-Olivier Michaud et Estelle Bouchard, réalisée par Charles-Olivier Michaud, et diffusée du 22 août 2016 au 24 octobre 2016 sur la chaine de télévision Addik TV.

## Synopsis
Clara Jacob, une mère de famille en apparence ordinaire, souhaite le meilleur pour ses enfants Arnaud et Liliane, et ses petits-enfants, Félicia et Romain. Mais les Jacob ne sont pas comme les autres. Chacun d’eux possède un don. Ces êtres hors du commun ont appris à taire leur différence et à se dissimuler parmi la population. Mais il est difficile, voire impossible pour eux, de ne pas utiliser leurs dons. Parce qu’ils sont différents, ils font peur, on les évite et certains veulent même les éliminer.

## Fiche technique
- Scénariste : Patrick Lowe
- Réalisation : Charles-Olivier Michaud
- Société de production : Encore Télévision

## Distribution
- Pascale Bussières : Clara Jacob
- Sophie Desmarais : Liliane Jacob
- Jade Charbonneau : Félicia Jacob
- Mikhaïl Ahooja : Arnaud Jacob
- Benoît Gouin : Jules Samson
- Éric Bruneau : Pascal Deraspe (†)
- Marc Messier : William Putnam (†)
- Lucie Laurier : Anouk
- Liam Patenaude : Romain Jacob
- Alice Pascual : Marie

## Episodes
1. La Réunion
2. La Fuite
3. La Vérité
4. Les Démons
5. Enragés!
6. L'Enlisement
7. Le Transfert
8. Chasse à l'Homme
9. Le Dernier Chasseur
10. Obsession Meurtrière